# Gibka-S
 (mars 2024).
La mise en forme du texte ne suit pas les recommandations de Wikipédia : il faut le « wikifier ».
Les points d'amélioration suivants sont les cas les plus fréquents :
- Les titres sont pré-formatés par le logiciel. Ils ne sont ni en capitales, ni en gras.
- Le texte ne doit pas être écrit en capitales (les noms de famille non plus), ni en gras, ni en italique, ni en « petit »…
- Le gras n'est utilisé que pour surligner le titre de l'article dans l'introduction, une seule fois.
- L'italique est rarement utilisé : mots en langue étrangère, titres d'œuvres, noms de bateaux, etc.
- Les citations ne sont pas en italique mais en corps de texte normal. Elles sont entourées par des guillemets français : « et ».
- Les listes à puces sont à éviter, des paragraphes rédigés étant largement préférés. Les tableaux sont à réserver à la présentation de données structurées (résultats, etc.).
- Les appels de note de bas de page (petits chiffres en exposant, introduits par l'outil «  Source ») sont à placer entre la fin de phrase et le point final[comme ça].
- Les liens internes (vers d'autres articles de Wikipédia) sont à choisir avec parcimonie. Créez des liens vers des articles approfondissant le sujet. Les termes génériques sans rapport avec le sujet sont à éviter, ainsi que les répétitions de liens vers un même terme.
- Les liens externes sont à placer uniquement dans une section « Liens externes », à la fin de l'article. Ces liens sont à choisir avec parcimonie suivant les règles définies. Si un lien sert de source à l'article, son insertion dans le texte est à faire par les notes de bas de page.
- La présentation des références doit suivre les conventions bibliographiques. Il est recommandé d'utiliser les modèles {{Ouvrage}}, {{Chapitre}}, {{Article}}, {{Lien web}} et/ou {{Bibliographie}}. Le mode d'édition visuel peut mettre en forme automatiquement les références.
- Insérer une infobox (cadre d'informations à droite) n'est pas obligatoire pour parachever la mise en page.

Pour une aide détaillée, merci de consulter Aide:Wikification.
Si vous pensez que ces points ont été résolus, vous pouvez retirer ce bandeau et améliorer la mise en forme d'un autre article.
Le Gibka-S est un véhicule antiaérien russe très courte portée conçu pour la lutte anti-drones, en particulier contre les petits drones commerciaux et les cibles à très basse altitude. Il doit disposer d'une défense avec une grande mobilité capable d’accompagner les unités sur le terrain. Le véhicule est présenté au public pour la première fois en 2019.

## Développement
Le développement du Gibka-s a été entrepris principalement par la filiale du groupement de défense Russe, le Machine-Building Design Bureau (KBM) mais également par de nombreux autres bureaux d’études associés. À la suite de la multiplication des drones les Russes ont voulu bénéficier d’un système antiaérien très abordable au niveau prix pour éviter d’utiliser des missiles de plusieurs centaines de milliers de dollars contre un drone à moins de 1000 $ ; à la suite de la guerre en Ukraine l’utilité de disposer de ce système est devenue de plus en plus évidente. Les essais de réception du système de défense aérienne se sont achevés en décembre 2019. Le système de défense aérienne léger a subi des essais préliminaires avant les essais d'État. Selon les médias russes, le Gibka-S, est actuellement en cours d'évaluation en Ukraine. Rostec, dans une interview, a discuté des retours reçus à la suite du déploiement du système et a confirmé que ses équipes se rendent sur la ligne de front ukrainienne pour obtenir assister et évaluer le véhicule. Tester de nouveaux équipements militaires, lors d’opérations de combat réelles avant la production en série est une procédure très importante en matière de développement militaire. Alors que les tests en laboratoire et en environnement contrôlé fournissent des données initiales sur les capacités d'un système, les scénarios de combat réels offrent un ensemble différent de conditions auxquelles l'équipement peut être confronté. Les tests sur le terrain dans ces conditions peuvent révéler comment l'équipement fonctionne sous diverses contraintes de combat.

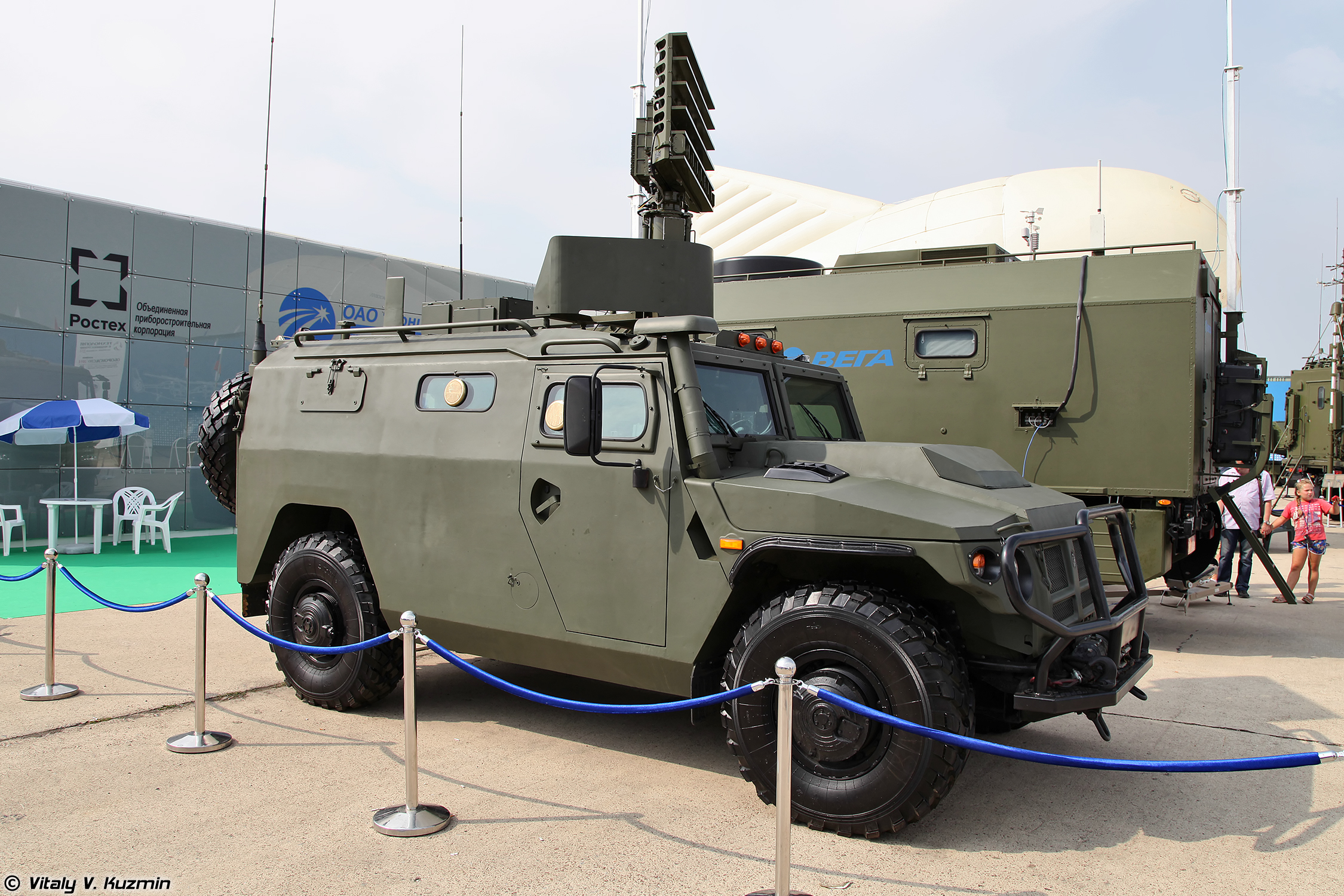
Véhicule radar

## Caractéristiques
Le système Gibka-S est composé d'au moins 2 véhicules blindés Tigr 4x4 modifiés, un véhicule lanceur et un véhicule radar. Le radar Garmon 1L122-2E est installé sur le toit du Tigr, il aurait une capacité de détection de 80 km mais de seulement 10 km pour les petits drones commerciaux. Il peut communiquer avec le véhicule lanceur jusqu’à une distance de 17 km et aussi communiquer avec les postes de commandement de niveau supérieur (défense aérienne multi couches). Le lanceur est équipé de 4 MANPADS prêt à tirer de type Igla-S ou Verba sur une tourelle téléopérée qui est installée sur le toit ainsi que 4 missiles en stock à l’intérieur. Les missiles permettent au Gibka d’atteindre une cible à une distance de 6 km et à une altitude de 3,5 km.

## Historique opérationnel
Après 2019, aucune nouvelle information sur le complexe n’a été reçue. Ce n’est qu’au début de 2022 que le ministère de la Défense a divulgué des informations pertinentes. Il s'est avéré qu'un contrat pour la production du Gibka-S a été signé et que l'assemblage a commencé. L'arrivée des premiers kits de peloton aux troupes était attendue d'ici un an. En 2023 on sait que le Gibka est utilisé en Ukraine en conditions opérationnelles mais aussi pour finaliser les tests.